# Selig Soskin
Selig (Eugene) Soskin (Churubash, Imperio ruso, 25 de marzo de 1873-Tel Aviv, Israel, 26 de febrero de 1959) fue un agrónomo y activista sionista. Miembro de la dirección del Partido Revisionista, fue uno de los fundadores de Nahariya. Ganó del Premio Israel de Agronomía y Agricultura de 1958.

## Biografía
Selig Soskin nació en 1873 en Churubash, Gobernación de Táurida, Imperio ruso. Sus padres fueron Yehezkel y Rakhil Soskin. Después de graduarse de la escuela secundaria, continuó sus estudios en la escuela Landwirtschaftliche Hochschule de Berlin, luego de lo cual recibió un diploma en agronomía y posteriormente ingresó a la Universidad de Rostock, donde se doctoró.
Durante sus estudios, Soskin se unió al círculo estudiantil Hovevei Zion, cuyos fundadores fueron Leo Motzkin y Shmaryahu Levin. En 1896 emigró a Eretz Israel, en ese entonces bajo dominio otomano; allí, la rama local del movimiento de Odesa de "Hovevei Zion" lo nombró para el puesto de agrónomo. Ese mismo año, Soskin se casó con Sofya Berman. En 1887, participó en la fundación de la moshavá Kastina (actualmente Be'er Tuvia), dirigiendo el trabajo como representante de Hovevei Zion. Desde 1898, Soskin administró plantaciones en Hadera y también supervisó la plantación arboledas de eucaliptos para drenar los pantanos circundantes.
En 1900, mientras supervisaba el trabajo de recuperación de tierras en Gan Shmuel, cerca de Hadera, Soskin enfermó gravemente de malaria. Después de eso, reubicó a su familia en Zikhron Ya'akov. Allí comenzó una colaboración con Aaron Aaronsohn. Junto al ingeniero Josef Treidel, abrieron una consultoría donde capacitaron a empresarios privados que planeaban crear empresas agrícolas en Israel. En 1903, Soskin fue incluido en la comisión sionista, en nombre de Theodor Herzl, para investigar el potencial de un asentamiento agrícola en El Arish en la península del Sinaí. Ese mismo año participó en el VI Congreso Sionista en Alemania donde, junto con Otto Warburg y Franz Oppenheimer, fue elegido para la comisión de reconocimiento de Eretz Israel. En 1904 publicó una comisión mensual llamada "Altneuland", donde publicó importantes resultados de sus investigaciones.
Desde 1906, Soskin se desempeñó como asesor en temas agrícolas en las colonias alemanas en África. En este cargo, realizó siete viajes a África y participó en la fundación de empresas alemanas de caucho, cacao, tabaco y banano. En el camino, Soskin visitó las colonias inglesas y francesas, dominando la práctica de la agricultura en las zonas tropicales. La cooperación con las empresas coloniales alemanas continuó hasta 1915, cuando fue interrumpida por la Primera Guerra Mundial.
En 1918, Soskin fue nombrado jefe del departamento de asentamientos del Fondo Nacional Judío. En este cargo, estimuló las ideas de la agricultura intensiva, que permitiría obtener importantes recursos en áreas cultivadas limitadas. Como parte de la implementación de estas ideas, Soskin estudió la experiencia de la agricultura de América del Norte y el Lejano Oriente. En 1921, el Congreso Sionista de Karlovy Vary aprobó el plan de Soskin para el desarrollo de asentamientos agrícolas a lo largo de un plan de trabajo intensivo, pero el congreso asignó escasos fondos para la implementación de este proyecto, dirigiendo la mayor parte de las asignaciones a la agricultura extensiva tradicional. Soskin siguió intentando aumentar la financiación en varios congresos, pero se enfrentó a la indiferencia de la mayoría de los delegados a sus proyectos. Su trabajo en el departamento de asentamientos del Fondo Nacional Judío en La Haya finalizó en 1923 cuando regresó a Eretz Israel. Después de visitar los Estados Unidos a fines de la década de 1920, Soskin completó el trabajo en el programa de pequeñas granjas, y en 1934 se lanzó su implementación en Nahariya, de la cual se convirtió en uno de los fundadores.
El único líder del movimiento sionista que escuchó las ideas de Soskin fue Zeev Jabotinsky. Por invitación suya, Soskin se unió al Partido Revisionista, donde desempeñó el papel de perito en agricultura y uno de los principales ideólogos del asentamiento. En 1927 representó al partido ante la Sociedad de Naciones en Ginebra. En 1933, cuando se produjo una escisión en el movimiento revisionista en relación con los planes de retirarse de la Organización Sionista Mundial, Soskin, sin embargo, se unió a la facción que permaneció en la WZO bajo el nombre de "Partido del Estado Judío". Durante los motines árabes de 1936-1939, Soskin fue invitado a disertar como representante de Nahariya ante la Comisión Peel, que estudió la cuestión de dividir el Mandato británico en dos estados: uno árabe y el otro judío, demostrando a los miembros de la comisión que Galilea occidental debería permanecer bajo control judío.
Aunque la economía experimental de Nahariya prosperó, su escala no satisfizo a Soskin, cuyos planes incluían un asentamiento masivo del país sobre la base de una agricultura intensiva. Para superar las dificultades naturales en las áreas infértiles, comenzó a desarrollar un plan de cultivo hidropónico. Durante varios años, se llevaron a cabo experimentos exitosos sobre el uso de la hidroponía en Nahariya, Jerusalén y en el kibutz Beit HaArava en la desembocadura del Jordán, y desde 1945, en Ramat Gan, pero ni en Eretz Israel ni los judíos estadounidenses había quienes estén dispuestos a implementar esta idea a escala industrial. Recién en 1947, la Agencia Judía financió el desarrollo de una estación hidropónica experimental en el asentamiento de Beit Eshel, pero tras el estallido de la Guerra de independencia de Israel, este asentamiento fue evacuado y destruido.
Después de la Independencia de Israel, Selig Soskin continuó trabajando para fomentar la hidroponía y otras técnicas de agricultura intensiva en el país. En 1958, poco antes de su muerte, recibió el Premio Israel de Ciencias Naturales. Murió el 26 de febrero de 1959, a la edad de 86 años, en el Hospital Hadassah de Tel Aviv, y sus restos descansan en el cementerio de Nahariya.